# فرانشيسكو كاموسو
فرانشيسكو كاموسو (بالإيطالية: Francesco Camusso)‏ (مواليد 09 مارس 1908 - الوفاة 23 يونيو 1995) كان دراج إيطالي في صنف سباق الدراجات على الطريق.

## سباقات أو مراحل فاز بها
- طواف فرنسا
- طواف سويسرا
- طواف إيطاليا

## روابط خارجية
- فرانشيسكو كاموسو على موقع أرشيف الدراجات (الإنجليزية)
- فرانشيسكو كاموسو على موقع إحصائيات الدراجات الإحترافية (الإنجليزية)
- فرانشيسكو كاموسو على موقع CycleBase (الإنجليزية)